# Mads Juel Andersen
Mads Juel Andersen (født 27. december 1997) er en dansk fodboldspiller, der fra 2023 spiller for den engelske League One klub Luton Town.

## Karriere
Juel Andersen startede sin fodboldkarriere i Herstedøster Idræts Club som 5-årig. Som 9-årig rykkede han til Brøndby IF. Han nåede også at spille ni måneder i Albertslund Idrætsforening.
Juel Andersen har trænet en del med Brøndbys førstehold. Han har været udtaget til en superligakamp mod Sønderjyske. Han blev dog ikke skiftet ind, hvorfor han har stadig sin debut for førsteholdet til gode.
Den 22. juli 2016 blev det offentliggjort, at Juel Andersen blev udlejet til HB Køge for resten af 2016, hvilket i december 2016 blev forlænget frem til sommeren 2017. Han har spillet 25 kampe og score to mål for 1. divisionsklubben.
Den 27. september 2017 offentliggjorde AC Horsens, at man havde hentet Mads Juel Andersen til klubben, og at han ville skifte til klubben 1. januar 2018. Parterne havde deraf papir på hinanden frem til sommeren 2021.

## Landsholdskarriere
Han har spillet to kampe for det danske U/19-landshold. Han debuterede i en kamp mod Israel den 15. november 2015, som endte 0-0. Han spillede alle 90 minutter. 2. marts 2016 spillede han i venskabskampen mod 
Belgien.

## Personlige forhold
Mads Juel Andersens mor Lene Overlade Andersen født Jensen har været mellemdistanceløber i Glostrup IC, og hans far Peter Juel Andersen var på det danske landshold i squash igennem mange år.